# Clemens Droste zu Senden
Clemens August Freiherr Droste zu Senden (* 2. Februar 1821; † 7. Mai 1875 auf Schloss Senden) war ein deutscher Rittergutsbesitzer und Politiker aus dem Adelsgeschlecht Droste zu Senden.
Droste zu Senden war der Sohn des Freiherren Maximilian Friedrich Edmund Droste zu Senden (1777–1847) und dessen Ehefrau Maria Therese von Weichs-Körtlinghausen. Der Vater war ebenfalls Abgeordneter des Westfälischen Provinziallandtages gewesen. Droste zu Senden, der katholischer Konfession war, heiratete am 21. Juli 1853 Maria Freiin von Fürstenberg (* 24. Dezember 1831). Aus der Ehe gingen acht Kinder hervor, darunter der älteste Sohn Adolph (* 21. Mai 1860).
Droste zu Senden war Rittergutsbesitzer auf Schloss Senden. 1852 und 1854 nahm er als Vertreter des Füsten zu Rheina-Wolbeck am Provinziallandtag der Provinz Westfalen teil. 1861 (als Stellvertreter) und 1868 bis 1873 war er für den Stand der Ritterschaft im Wahlbezirk Münster-Ost gewähltes Mitglied im Provinziallandtag.